# Grand Départ
Pour les articles homonymes, voir Le Grand Départ.
Pour plus de détails, voir Fiche technique et Distribution.
Grand départ est le premier long métrage de Nicolas Mercier, scénariste de la série Clara Sheller, sorti en salles le 4 septembre 2013.

## Synopsis
Romain, beau et jeune trentenaire, ne pense qu'à son travail et ne dévoile jamais ses émotions. Il n'arrive pas à "draguer" les filles. Son frère aîné Luc, devenu scénariste, est homosexuel et ne cesse de rabaisser son frère. Pourtant, les deux frères s'entendent mieux qu'en apparence. Leur père est atteint d'une maladie neuro-dégénérative et il faut le placer dans un établissement spécialisé. Cette épreuve va permettre à Romain de mieux se comprendre en tant qu'homme.

## Fiche technique
Sauf indication contraire, les informations mentionnées dans cette section peuvent être confirmées par la base de données cinématographiques IMDb,  présente dans la section « Liens externes ».
- Nom : Grand Départ
- Réalisation : Nicolas Mercier
- Scénario et dialogues : Nicolas Mercier et Simone Study
- Production : Dominique Besnehard, Michel Feller, Bruno Levy
- Musique du film : François-Eudes Chanfrault
- Photographie : Rémy Chevrin
- Montage : Guerric Catala
- Distribution des rôles : Richard Rousseau
- Création des décors : Stanislas Reydellet
- Direction artistique : Arnaud Denis
- Décorateur de plateau : Cécilia Blom
- Costumes : Anne Schotte
- Sociétés de production : Move Movie, Studiocanal, Mon Voisin Productions, Canal+, Ciné+, H Films, France Télévisions, CNC, La Banque Postale Images 5
- Sociétés de distribution : Studiocanal, Rialto Pictures, uDream, OTE Cinema, TV5 Monde
- Format : couleur, 1.85:1
- Pays d'origine :  France
- Genre : drame
- Durée : 83 minutes
- Date de sortie :	
  -  France : 4 septembre 2013
- Budget : 4 millions d'euros
- Box-office France : 50 945 entrées

## Distribution
- Pio Marmaï : Romain
- Jérémie Elkaïm: Luc
- Eddy Mitchell : Georges, le père
- Chantal Lauby : Danielle, la mère
- Charlotte de Turckheim : Madame Fauras
- Zoé Félix : Séréna
- Timothée de Roux: Mathieu
- Antoine Gouy : Timothée
- Willy Cartier : Adrian
- Gaëlle Bona : Sophie
- Frédéric Merlo : l'employé des pompes funèbres
- Patrick Kodjo Topou : homme « Dark Vador »
- Stéphane Degout : baryton - Tannhäuser de Richard Wagner